# علي علاوي
علي عبد الأمير عباس علاوي امين ناصر منصور الربيعي (ولد في 1947) وهو نائب رئيس الوزراء ووزير المالية في مجلس وزراء المرحلة الانتقالية التي يقودها مصطفى الكاظمي حتى يوم 16 آب سنة 2022 حين قدم استقالته، تقلد علي علاوي مناصب في الحكومة العراقية بعد الاحتلال الأمريكي للعراق وتغيير النظام الذي قادته الولايات المتحدة في عام 2003، ومنذ ذلك الحين أصبح أحد الأصوات الأكثر صدى التي تناقش التحديات على الأرض وفي المنطقة. عيّنُه مجلس الحكم العراقي المؤقت في عام 2003، وشغل منصب وزير التجارة ووزير الدفاع. علي علاوي هو مؤلف كتاب "احتلال العراق: الانتصار في الحرب وخسارة السلام وأزمة الحضارة الإسلامية" (2009)، الذي أشادت به صحيفة نيويورك تايمز بوك ريفيو باعتباره "... الرواية التاريخية الأكثر شمولاً للعواقب الكارثية التي أعقبت الحرب". الغزو الأمريكي ". عمل علاوي أيضًا استاذاً في جامعة أكسفورد وزميلاً زائراً في مركز كار لسياسة حقوق الإنسان بـجامعة هارفارد.

## البدايات
غادر العراق عام 1958 مع عائلته بعد ثورة 14 تموز (الانقلاب العراقي عام 1958، الذي أدى إلى الإطاحة بالنظام الملكي الهاشمي في العراق الذي أسسه الملك فيصل الأول عام 1921). بسبب صلات العائلة بالنظام الملكي.عمل والده عبد الأمير علاوي وزيرا للصحة في عدة وزارات بينما كان جده عبد الهادي الجلبي رئيسا لمجلس الشيوخ.التحق علاوي، بالمدرسة في المملكة المتحدة وتخرج من معهد ماساتشوستس للتكنولوجيا في الولايات المتحدة بدرجة البكالوريوس في الهندسة المدنية في عام 1968. أكمل ماجستير إدارة الأعمال من كلية هارفارد للأعمال في عام 1971، ودرس في كلية لندن للاقتصاد.

## الحياة المهنية
بعد حصوله على ماجستير إدارة الأعمال، عمل في التنمية الدولية للبنك الدولي. في عام 1978، شارك في تأسيس البنك التجاري العربي الدولي للتمويل. في عام 1992 أسس مجموعة فيزا التي تدير صناديق التحوط. بين عامي 1999 و 2002 كان زميلًا أول في كلية سانت أنتوني، أكسفورد. كان جزءًا من مجتمع المعارضة في المنفى العراقي أثناء حكم صدام حسين في العراق.

## الورقة البيضاء
برنامج الإصلاح الاقتصادي الذي أعدته خلية الطوارئ للإصلاح المالي والذي يعرف بـ (الورقة البيضاء). هي خارطة طريق شاملة تهدف إلى إصلاح الاقتصاد العراقي ومعالجة التحديات الخطيرة التي تواجهه والتي تراكمت على مدى السنوات الماضية بسب السياسات الخاطئة وسوء الإدارة والفساد وغياب التخطيط بالإضافة إلى الاعتماد شبه الكلي على النفط كمصدر أساسي لإيرادات الدولة.

## الكتب والانجازات الاكاديمية
مؤلف للعديد من الكتب بما في ذلك «احتلال العراق - كسب الحرب: خسارة السلام» عام 2007. يقول فيه: «الوضع في العراق معقد وخطير ومحفوف ببدائل رديئة. لكنه ليس ميئوسا منه.» في عام 2009 أصدر كتابه الثاني«أزمة الحضارة الإسلامية»، وفي عام 2014 نشر أول سيرة ذاتية رئيسية للملك فيصل الأول«فيصل الأول ملك العراق». وصفت مجلة New York Times Book Review احتلال العراق بأنها «... الرواية التاريخية الأكثر شمولاً للعواقب الكارثية للغزو الأمريكي». في تشرين الأول أكتوبر 2009، أعلن معهد واشنطن لسياسة الشرق الأدنى أن كتاب أزمة الحضارة الإسلامية قد مُنح الجائزة الفضية لجائزة الكتاب السنوية. في كانون الأول ديسمبر 2009، صنفت مجلة الإيكونوميست كتاب أزمة الحضارة الإسلامية كأحد أفضل الكتب لعام 2009. تم انتخابه كزميل زائر أول في جامعة برينستون للفترة 2008-2009 وشغل عدة مناصب باحث زائر منذ ذلك الحين. كما انه كان قد شغل منصب أستاذ باحث، جامعة سنغافورة الوطنية

## قضايا الفساد
علي علاوي مطلوب للقضاء العراقي بتهمة المشاركة في مايسمى ب"سرقة القرن" وصدر بحقة امر قضائي من قبل هيئة النزاهة العراقية. ودرج اسمه على قوائم المطلوبين دوليا (الاشارة الحمراء) على قائمة الشرطة الدولية الانتربول